# Евангелическая свободная церковь в Уганде
Евангелическая свободная церковь в Уганде (англ. Evangelical Free Church in Uganda) — христианская конфессия в Уганде. 

## История
Евангелическая свободная церковь в Уганде была основана в 1986 году пастором Вики Атвуки-Вамала (Vicky Atwooki-Wamala) в пресвитерианской церкви в Уганде. Церковь развивалась в долине Мулаго и за ее пределами. Штаб-квартира конфессии находится в Кампале, Уганда. 

## Вероисповедание
Церковь является реформатской и пресвитерианской, принимает Вестминстерское исповедание веры и Большой Вестминстерский катехизис. 

## Статистика
Церковь насчитывает 20 000 членов в 5 приходах и 10 домашних товариществах. В начале 2010-х годов церковь насчитывала сотни общин в Уганде.